# Aglaeactis
Aglaeactis – rodzaj ptaków z podrodziny paziaków (Lesbiinae) w rodzinie kolibrowatych (Trochilidae).

## Zasięg występowania
Rodzaj obejmuje gatunki występujące w Ameryce Południowej (Kolumbia, Ekwador, Peru i Boliwia).

## Morfologia
Długość ciała 12–13 cm; masa ciała 6,9–8,5 g.

## Systematyka

### Etymologia
Aglaeactis (Aglaiactis): gr. αγλαια aglaia „splendor, wspaniałość”, od αγλαος aglaos „wspaniały”; ακτις aktis, ακτινος aktinos „promień słoneczny”.

### Podział systematyczny
Do rodzaju należą następujące gatunki:
- Aglaeactis cupripennis (Bourcier, 1843) – iskrzyk płomienny
- Aglaeactis castelnaudii (Bourcier & Mulsant, 1848) – iskrzyk białoplamy
- Aglaeactis aliciae Salvin, 1896 – iskrzyk purpurowy
- Aglaeactis pamela (d’Orbigny, 1839) – iskrzyk czarnogłowy